# Питер Дејвисон
Дејвид Малколм Гордон Мофет (енгл. Peter Malcolm Gordon Moffett; Стретам, 13. април 1951), познатији под уметничким именом Питер Дејвисон, британски је телевизијски и филмски глумац.
Дејвисон је најпознатији по улогама Хенрија Шарпа у серији Ред и закон: Уједињено Краљевство и Петог Доктора у научно-фантастичној серији Доктор Ху.